# Hollyhock House
La Hollyhock House est une maison américaine située à Los Angeles, dans le comté de Los Angeles, en Californie. Dessinée par Frank Lloyd Wright, elle est inscrite au Registre national des lieux historiques depuis le 6 mai 1971 et est classée National Historic Landmark depuis le 29 mars 2007. Depuis 2019, elle constitue avec d'autres réalisations de l'architecte un bien du patrimoine mondial appelé « Œuvres architecturales du XXe siècle de Frank Lloyd Wright ».